# Allodynerus floricola
Allodynerus floricola är en stekelart som först beskrevs av Henri Saussure 1852.  Allodynerus floricola ingår i släktet rörgetingar, och familjen Eumenidae. Inga underarter finns listade i Catalogue of Life.